# Usher Hall
Usher Hall est une salle de concerts située à Édimbourg, en Écosse.

## Histoire
Le coût final de la construction du Usher Hall s'est élevé à 134 000 £.
Depuis son inauguration en 1914, il est le centre de la vie musicale de la ville. Il est le siège officiel du Festival d'Édimbourg — inauguré par Bruno Walter et par l'Orchestre philharmonique de Vienne — et de la Royal Scottish National Orchestra. On y trouve également la Scottish Chamber Orchestra, le Scottish Fiddle Orchestra, le National Youth Orchestra of Scotland et la Edinburgh Royal Choral Union. Usher Hall peut abriter 2 200 spectateurs. Sa programmation est très hétéroclite, allant des opéras classiques jusqu'aux concerts et musiques pops et contemporaines.
En 1972 y a été célébré le concours de l'Eurovision.
En 2002, des plans pour une deuxième phase de rénovation sont annoncés et des plans ont été élaborés pour réunir les 11 millions de livres supplémentaires nécessaires. En 2007, les travaux de la deuxième phase commencent, permettant d'améliorer les installations et les espaces publics, y compris la construction d'une nouvelle aile en verre. Les travaux s'achèvent en 2010 pour un coût total de 40 millions de livres.